# Anselmo Alliegro

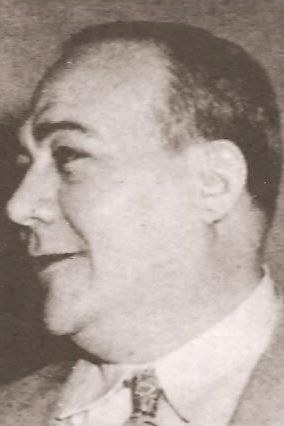

Anselmo Alliegro (Yaguajay, 8 december 1899 - Miami, 15 juli 1961) was na het vertrek van Fulgencio Batista één dag (1 januari 1959 - 2 januari 1959) plaatsvervangend president van Cuba.